# Тимохово (Ногинский район)
Тимохово — деревня в Богородском городском округе Московской области России.
В соответствии с постановлением губернатора Московской области от 24 марта 2004 года № 43-ПГ «Об объединении некоторых поселений Ногинского района Московской области» деревни Тимохово и Нестерово, посёлок центральной усадьбы зверосовхоза «Тимоховский» объединены в единое поселение — деревню Тимохово Кудиновского сельского округа Ногинского района Московской области.
В ноябре 1967 года в зверосовхоз «Тимоховский» была завезена первая партия норок. В дальнейшем здесь производились меха из норки, песца и др. Зверосовхоз был победителем ряда европейских конкурсов-выставок мехов.

## Население
| 1852 | 1859 | 1890 | 1926 | 2002 | 2006 | 2010 |
| ---- | ---- | ---- | ---- | ---- | ---- | ---- |
| 174  | ↗176 | ↘68  | ↗314 | ↘70  | ↗943 | ↘894 |

## Полигон ТБО «Тимохово»

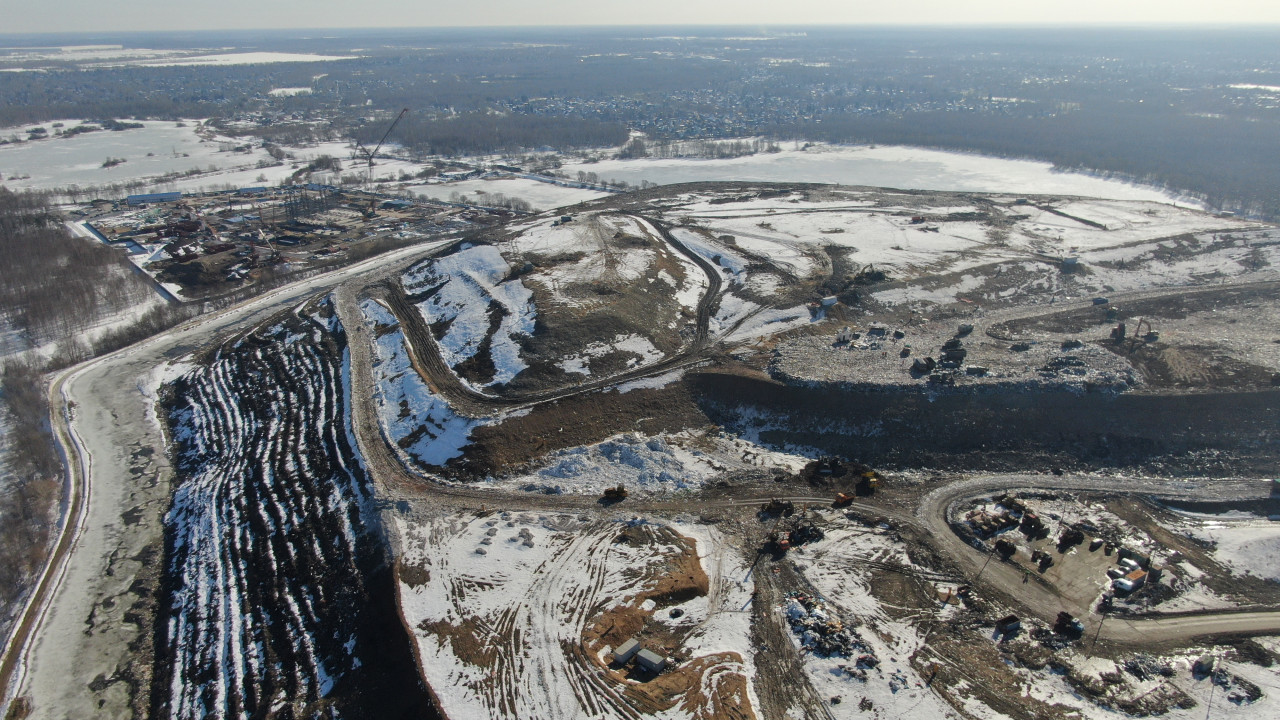
Комплекс по переработке отходов «Тимохово»

Полигон ТБО «Тимохово» занимает почти 114 га и является крупнейшим действующим мусорным полигоном в Европе.
С 2014 года название деревни стало часто упоминаться в СМИ, включая федеральные телеканалы. Причина — сильное ухудшение экологической обстановки и загрязнение речки Бизяевки из-за соседства с полигоном.